# Salacia dongnaiensis
Salacia dongnaiensis är en benvedsväxtart som beskrevs av Pierre. Salacia dongnaiensis ingår i släktet Salacia och familjen Celastraceae. Inga underarter finns listade.